# Вікторівка (Доманівська селищна громада)
Ві́кторівка —  село в Україні, у Доманівській селищній громаді Вознесенського району Миколаївської області. Населення становить 471 осіб. Колишній орган місцевого самоврядування — Зеленоярська сільська рада.

## Населення

### Мова
Розподіл населення за рідною мовою за даними перепису 2001 року:
| Мова       | Кількість | Відсоток |
| ---------- | --------- | -------- |
| українська | 455       | 96.60%   |
| румунська  | 12        | 2.55%    |
| російська  | 4         | 0.85%    |
| Усього     | 47        | 100%     |